# 나가이 고
나가이 고(일본어: 永井 豪, 1945년 9월 6일~ )는 일본의 만화가이다. 본명은 나가이 기요시(永井 潔)로 이시카와현에서 태어났다.
이시노모리 쇼타로의 문하생으로 활동하다가 1967년에 《메아카시포리기치(目明しポリ吉)》로 데뷔하였다. 1968년부터 《소년 점프》에 연재한 《파렴치 학원》이 당시 사회적으로 센세이션을 일으키며 주목받았다. 이 작품은 남학생들이 여학생의 치마를 들추는 장난이 등장하는데 이런 행동을 학생들이 실제로 따라하면서 학부모 단체로부터 항의를 받았으며 이에 대해 나가이 고는 표현의 자유를 주장하였다.
나가이 고는 만화가로서 뿐만 아니라 기획자로서도 활동하였으며 도에이 애니메이션에서 제작된 《데빌맨》, 《마징가 제트》, 《큐티 하니》 등의 컨셉을 기획하고 애니메이션 방영과 함께 원작 만화를 발표하였다. 그는 자신의 만화에 과감한 성적 표현나 폭력적 묘사를 삽입하는 것으로 유명하며 이는 후진 만화가에게 많은 영향을 주었다.
1980년, 《스사노오(凄ノ王)》로 제4회 고단샤 만화상을 수상하였다. 2005년부터 오사카 예술 대학 캐릭터조형학과 교수를 맡고 있으며, 2009년부터 데즈카 오사무 문화상 선출 위원이 되었다.

## 다이나믹 프로
파렴치 학원의 성공으로 나가이 고와 그의 형은 나가이의 작업에 도움을 줄 목적으로 다이나믹 프로를 1969년에 설립하였다. 나가이 고가 《파렴치 학원》의 TV 시리즈와 영화, 관련 상품에서 파생된 로열티를 거의 받지 못하는 일이 발생하자 다이나믹 프로는 나가이의 작품에 관한 권리를 관리하는 회사가 되었다. 다이나믹 프로는 처음에 유한회사로 설립되었다가 1970년에 주식회사로 전환되었다.
다이나믹 프로가 설립된 해에 이시카와 겐이 다이나믹 프로에 합류하였고, 《파렴치 학원》의 시작부터 나가이와 함께 일하던 히루타 미쓰루에 이어 두 번째 어시스턴트가 되었다. 이시카와는 나가이의 정규 파트너이자 가장 친한 친구가 되었고, 《파렴치 학원》과 《아바시리 일가》, 《가쿠엔 다이쿠쓰 오토코(ガクエン退屈男)》 등에 어시스턴트로 참여하였다. 어시스턴트로서의 활동과 동시에 나가이 고와 함께 그의 프로 만화가로서의 데뷔 작품인 《가쿠엔 반가이치(学園番外地)》와 두 번째 작품인 《사스라이 가쿠토(さすらい学徒)》를 제작하였다. 이시카와는 1970년에 다이나믹 프로를 퇴사하였으며, 이로 인해 나가이는 《각쿠엔 다이쿠쓰 오토고》를 미완인 상태로 종료하였다.